# Arare (Lebensmittel)
Arare (あられ, vom japanischen Wort arare 霰 „Hagel“) sind verschiedene Formen von japanischen Reiscrackern. Sie bestehen
aus Reis, Weizenmehl, Erdnüssen, Sojasoße, Zucker, Sesam und Seetang (in kleinen Flittern).
Der verwendete Reis ist eine spezielle Reissorte (süßer Klebreis), die in Japan und Südostasien angebaut wird. Reisgebäck und Reiscracker sind in der japanischen Küche seit dem 8. Jahrhundert bekannt und werden als Knabberei zu Tee, aber auch Wein und Bier verwendet.